# بنگت-اوکه گوستافسون
بنگت-اوکه گوستافسون (انگلیسی: Bengt-Åke Gustafsson؛ زادهٔ ۲۳ مارس ۱۹۵۸) بازیکن هاکی روی یخ اهل سوئد بود.